# Лос Алтимирис
Лос Алтимирис (V-IX века н.в.)  —  археологический памятник позднеантичного и раннесредневекового времени в Сьерра дель Монтсек, Каталония, Испания.
Возможно, памятник представляет собой монастырский комплекс: дополнительные постройки располагаются вокруг церкви. Они состоят из различных помещений в скальной породе, прямоугольного здания позднероманской эпохи, подземных водоёмов и цистерн, в которые собиралась дождевая вода с горы. Памятник ограничен с севера стеной, а с востока и запада оврагами. Исследователи предполагают, что это мог быть монастырь  эпохи вестготов.

## Исследования
Местонахождение изучается с 2004 года  смешанной группой ученых из Университета Барселоны и профессиональных археологов.

## Referencias
1. ↑  ALEGRIA, W. i M. SANCHO 2010  "Els Altimiris, enllaços i confluències entre la Tardoantiguitat i l'Alta Edat Mitjana".
2. ↑  SANCHO, M. 2009.
3. ↑  SANCHO, M. 2010.

## Внешние ссылки
- Лос Алтимирис. Между поздней античностью и ранним средневековьем. [неавторитетный источник]